# Siostro, moja siostro
Siostro, moja siostro (ang. Sister My Sister) – brytyjski dramat filmowy z 1994 roku w reżyserii Nancy Meckler, zrealizowany na podstawie sztuki Wendy Kesselman. Zdjęcia kręcono we francuskim Amiens.

## Obsada
- Julie Walters − Madame Danzard
- Joely Richardson − Christine
- Jodhi May − Lea
- Sophie Thursfield − Isabelle Danzard
- Kate Gartside − Veronica
- Aimee Schmidt − Młoda Lea
- Gabriella Schmidt − Młoda Christine

i inni

## Wersja polska
Producent wersji polskiej: Dariusz Zawiślak

Opracowanie wersji polskiej: Master Film

Reżyseria: Elżbieta Jeżewska

Dialogi: Joanna Klimkiewicz

Dźwięk: Elżbieta Mikuś

Montaż: Jan Graboś

Kierownictwo produkcji: Ilona Braciak

Opracowanie muzyczne: Eugeniusz Majchrzak

W wersji polskiej udział wzięli:
- Agnieszka Kotulanka − Madame Danzar
- Dorota Landowska − Christine
- Dominika Ostałowska − Lea
- Maria Peszek − Isabelle

oraz
- Jerzy Kamas
- Adam Ferency
- Włodzimierz Press

i inni